# Estadio Atlético Triunfo
El estadio Atlético Triunfo es un estadio de fútbol de Paraguay que se encuentra ubicado en la ciudad de Luque. En este escenario, que cuenta con capacidad para varias  personas, hace las veces de anfitrión el equipo de fútbol del Club Atlético Triunfo.